# Brama Poznania ICHOT
Brama Poznania ICHOT, wcześniej ICHOT (Interaktywne Centrum Historii Ostrowa Tumskiego) – placówka kulturalna w Poznaniu, zajmująca się prezentowaniem, interpretacją i promocją historii i dziedzictwa Ostrowa Tumskiego w Poznaniu. Mieści się w kompleksie obiektów zlokalizowanym w najstarszej części miasta, na Śródce i Ostrowie Tumskim w pobliżu mostu Jordana, na brzegu Cybiny. Kompleks składa się z współczesnego budynku głównego oraz odrestaurowanego budynku Śluzy Katedralnej, połączonych przerzuconą nad Cybiną kładką. Brama Poznania ICHOT jest prowadzona przez Poznańskie Centrum Dziedzictwa – samorządową instytucję kultury miasta Poznania, i jest jej siedzibą.
Zasadniczą część kompleksu Bramy Poznania ICHOT zajmuje multimedialna ekspozycja poświęcona przeszłości i współczesności Ostrowa Tumskiego w Poznaniu. W budynku Śluzy Katedralnej obecnie mieści się Galeria Śluza, przeznaczona na wystawy czasowe. W Bramie Poznania ICHOT prowadzona jest także działalność edukacyjna, wydawnicza, szkoleniowa, popularyzacyjna i inna działalność kulturalna w zakresie turystyki kulturowej.

## Geneza
Pomysł stworzenia nowego ośrodka aktywizującego ruch turystyczny i inicjatywy kulturalne na Śródce wywodził się z prowadzonych w Poznaniu od początku XXI wieku działań, zmierzających do rewitalizacji zdegradowanych obszarów centrum Poznania, w ramach Planu Rozwoju Miasta Poznania na lata 2005 – 2010. Realizowano wówczas prace związane z wykreowaniem w mieście markowego produktu turystyczno-kulturowego, w wyniku czego utworzono Trakt Królewsko-Cesarski. Równocześnie dążono do objęcia procesem rewitalizacji Śródki i promocji jej m.in. przez popularyzację historii tej części miasta.
Koncepcję Interaktywnego Centrum Historii Ostrowa Tumskiego zdefiniowano w wydanej w 2010 roku a następnie zaktualizowanej w 2013 roku Strategii Rozwoju Miasta Poznania do 2030 roku, w programie strategicznym Turystyczny Poznań. W założeniach programu ICHOT przyczynić się miał do zwiększenia i umacniania znaczenia miasta jako ośrodka turystyki kulturowej i rekreacyjnej, poprzez zwiększenie atrakcyjności Ostrowa Tumskiego i Śródki.
W celu sfinansowania inwestycji pozyskano dofinansowanie z Europejskiego Funduszu Rozwoju Regionalnego w ramach Programu Operacyjnego Innowacyjna Gospodarka 2007 – 2013, Priorytet 6.4 – Inwestycje w produkty turystyczne o znaczeniu ponadregionalnym.
Inwestycja była realizowana w ramach przygotowań do piłkarskich Mistrzostw Europy w Piłce Nożnej 2012.

## Budowa
9 marca 2009 roku ogłoszony został międzynarodowy konkurs na projekt urbanistyczno-architektoniczny oraz założenia ekspozycji planowanego Interaktywnego Centrum Historii Ostrowa Tumskiego. Do udziału w konkursie zakwalifikowały się 52 pracownie, zgłoszono 25 projektów. 6 lipca 2009 ogłoszono wyniki konkursu. Pierwszą nagrodę otrzymała pracownia AD ARTIS Emerla, Jagiełłowicz, Wojda z Krakowa. Zwycięski projekt został przyjęty do realizacji.
29 stycznia 2010 roku ogłoszono międzynarodowy konkurs na projekt głównej ekspozycji Centrum. Spośród 12 zgłoszonych prac, do oceny zakwalifikowano 4. Jury konkursu jednogłośnie wskazało na propozycję zgłoszoną przez belgijskiego oferenta – firmę Tempora. Projekt został skierowany do realizacji w ramach przyjętego wcześniej projektu architektonicznego.
Inwestorem obiektu z ramienia miasta Poznania została spółka Infrastruktura Euro 2012, a funkcje inżyniera projektu i inwestora zastępczego pełniła spółka Tebodin.
W lutym 2011 roku plac budowy został przekazany spółce Energopol Szczecin, wykonawcy pierwszego etapu budowy Centrum. Głównym wykonawcą budowy została spółka Hydrobudowa Polska w konsorcjum z innymi spółkami.
Jesienią i zimą 2011 roku trudności techniczne spowodowały przesunięcie terminu otwarcia Centrum na okres po zakończeniu Euro 2012.
Jesienią 2012 roku, w związku z upadkiem spółki Hydrobudowa Polska, rolę lidera budowy przejęło przedsiębiorstwo AKBud, wcześniej będące członkiem konsorcjum budującego ICHOT.
Wiosną 2013 roku w kolejnym przetargu wyłoniony został nowy główny wykonawca, którego zadaniem było dokończenie opóźnionej budowy Centrum: przedsiębiorstwo Agrobex.
Prace budowlane oraz prace montażowe ekspozycji zakończono w 2014 roku. Kompleks budynków Bramy Poznania Interaktywnego Centrum Historii Ostrowa Tumskiego został przekazany użytkownikowi – Centrum Turystyki Kulturowej TRAKT (obecnie Poznańskie Centrum Dziedzictwa) 1 maja 2014 roku.

## Nazwa
Na etapie tworzenia koncepcji, przygotowywania planu, projektów oraz budowy, nowa placówka znana była pod nazwą Interaktywne Centrum Historii Ostrowa Tumskiego. Nazwa ta powstała na potrzeby opracowania zgłoszenia do Programu Operacyjnego Innowacyjna Gospodarka 2007–2013. Ostatecznie w aplikacji złożonej do Programu nazwa pojawiła się w rozszerzonej formie: Interaktywne Centrum Historii Ostrowa Tumskiego w Poznaniu – kolebka państwowości i chrześcijaństwa w Polsce. W takiej formie używana była niekiedy również przez inwestora budowy. W języku potocznym, także w lokalnych mediach, funkcjonował również utworzony od nazwy skrótowiec ICHOT.
Nazwa w formie pełnej była krytykowana w lokalnej debacie publicznej jako zbyt długa, a jej skrótowiec – niezrozumiały i wywołujący niewłaściwe skojarzenia.
W roku 2013, na kilka miesięcy przed otwarciem Centrum, podjęto decyzję o modyfikacji nazwy nowej placówki na Brama Poznania z jednoczesnym pozostaniem przy dotychczas używanym sformułowaniu Interaktywne Centrum Historii Ostrowa Tumskiego. Zmiana miała na celu uczynienie nazwy instytucji bardziej zrozumiałą, przystępną i prostszą.
Odpowiadające za działalność obiektu Poznańskie Centrum Dziedzictwa (do 2020 roku Centrum Turystyki Kulturowej TRAKT) w praktyce komunikacyjnej posługuje się zwykle formatem nazwy Brama Poznania ICHOT, lub jej rozbudowanym wariantem Brama Poznania – Interaktywne Centrum Historii Ostrowa Tumskiego

## Architektura
Brama Poznania ICHOT to kompleksowe założenie obejmujące umieszczone po obu stronach rzeki Cybiny budynki, wraz z otaczającymi je elementami infrastruktury społecznej i turystycznej, m.in. parkingiem i terenami rekreacyjnymi. Zasadnicza część kompleksu składa się z dwóch obiektów: współczesnego budynku głównego, zlokalizowanego na Śródce (na prawym brzegu Cybiny) oraz odnowionego zabytkowego budynku zachodniego przyczółka dawnej fortecznej Śluzy Katedralnej, na Ostrowie Tumskim (na lewym brzegu Cybiny). Autorami projektu byli Arkadiusz Emerla i Maciej Wojda z krakowskiej pracowni Ad Artis. Autorem projektu konstrukcji był Marcin Matoga.
Główny budynek został nadwieszony nad brzegiem Cybiny. Ma charakter minimalistycznego kubika, przeciętego diagonalnie przeszkloną szczeliną widokową, ukierunkowującą wzrok odwiedzających na katedrę poznańską. Tworzące się w ten sposób dwie części budynku połączone są wewnętrznymi kładkami, których przekraczanie jest wymuszone kierunkiem zwiedzania ekspozycji.
Elewacje gmachu wykonane są z betonu architektonicznego, są bezokienne lub z nielicznymi oknami. Forma budynku i zastosowanie betonu architektonicznego sprawiają, że bryła sprawia wrażenie monolitu, jednak monolityczność jest zachwiana poprzez nadwieszenie jej nad brzegiem rzeki oraz zastosowanie szczeliny. W swoim kontekście urbanistycznym, Brama Poznania kontrastuje z sąsiadującą zabudową: z założenia ma stanowić tło dla wcześniejszych, historycznych zabudowań Śródki i Ostrowa Tumskiego. Surowość i minimalistyczny wystrój budynku mają zwrócić uwagę na zabytkowe otoczenie gmachu i na umieszczoną we wnętrzu ekspozycję. Według opinii sądu konkursowego budynek charakteryzuje się: „lapidarną, jednoznaczną i spokojną formą budynku, rozwiązującą złożone problemy jego relacji z zabudową Ostrowa Tumskiego, bryłą Katedry oraz krajobrazem doliny rzeki Cybiny. Obiekt stanowi czytelną opozycję w stosunku do historycznej zabudowy, podkreślając w ten sposób jej znaczenie, a delikatna w rysunku kładka dobrze koresponduje z historycznymi pozostałościami zabudowań śluzy” .
Użytkowa powierzchnia głównego budynku wynosi: 5116 m², a jego kubatura: 27843 m³.

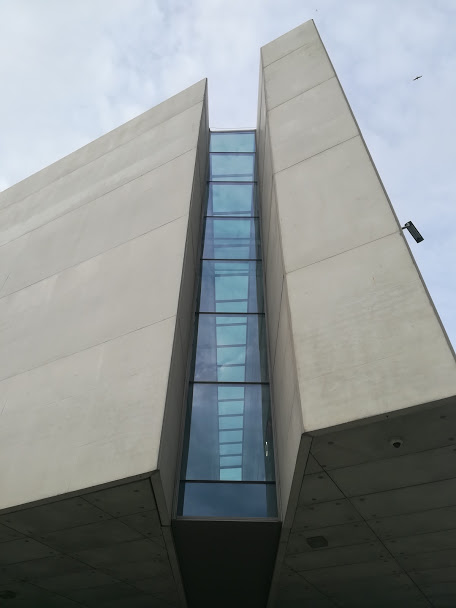
Brama Poznania – widok z brzegu Cybiny na szczelinę

Druga część kompleksu Bramy Poznania ICHOT to zabytkowa pozostałość dawnej Twierdzy Poznań, zbudowany w latach 1834–1839 zachodni przyczółek tzw. Śluzy Katedralnej (Jazu Katedralnego), będący elementem nieistniejącego militarnego założenia hydrotechnicznego. Dwukondygnacyjny budynek o powierzchni 738 m² wykorzystywany jest jako przestrzeń wystaw czasowych.
Obie części kompleksu połączone są łącznikiem w formie kładki o długości 63 metrów, zawieszonej nad Cybiną.
W skład założenia wchodzą także: parking autokarowy, skwer zlokalizowany przy ulicy Gdańskiej oraz zagospodarowana przestrzeń na brzegu Cybiny, na którą prowadzą amfiteatralne schody z budynku głównego.

## Ekspozycja

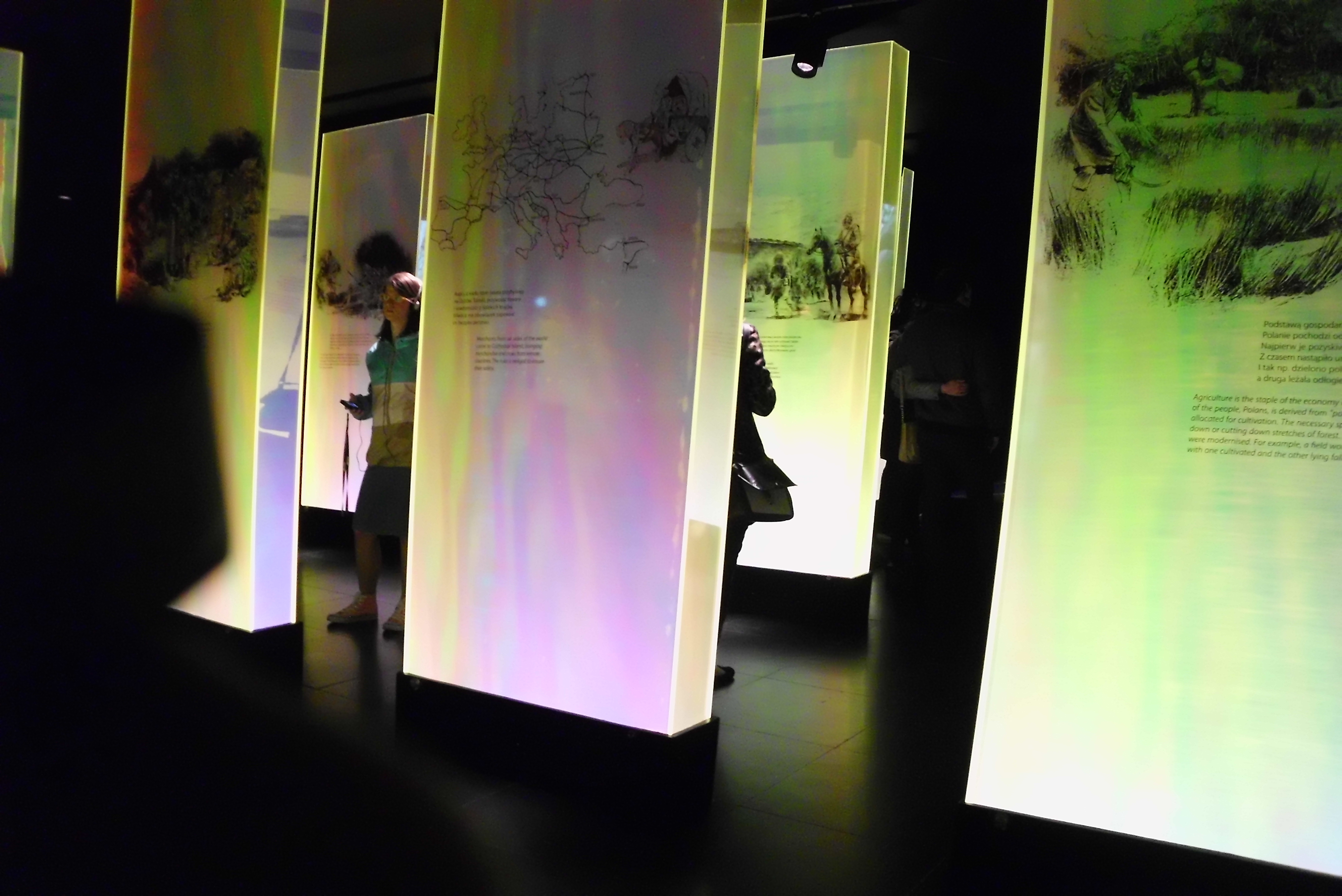
Brama Poznania ICHOT – ekspozycja

Główna ekspozycja Bramy Poznania ma charakter multimedialny, nie zawiera eksponatów w znaczeniu muzealniczym. Placówka pełni rolę „centrum interpretacji dziedzictwa”: ma ułatwiać odwiedzającym kontakt z dziedzictwem kulturowym poznańskiego Ostrowa Tumskiego. Opowiada z wykorzystaniem zmysłów wzroku, słuchu i dotyku o przeszłości poznańskiej wyspy katedralnej, począwszy od okresu kształtowania się państwowości polskiej w okresie monarchii wczesnopiastowskiej, do współczesności.
Ekspozycja składa się z czterech sal:
- Gród: narracja dotycząca początków osadnictwa i funkcjonowania osady na Ostrowie Tumskim
- Woda: opowieść dotycząca okoliczności Chrztu Polski
- Złoto: historia rozwoju Ostrowa Tumskiego od XVI do XIX wieku
- Witraż: wątki z najnowszej historii Ostrowa Tumskiego[35]

W ramy ekspozycji włączony jest znajdujący się na dachu Bramy Poznania ICHOT taras widokowy.
Ekspozycja Bramy Poznania ICHOT w większości przystosowana jest do zwiedzania przez osoby z niepełnosprawnościami oraz jest przetłumaczona na obce języki. Zwiedzanie odbywa się przy pomocy audioprzewodnika
Łączna powierzchnia ekspozycji głównej wynosi 1076 m².
W celach wystawienniczych wykorzystywane są również pomieszczenia Śluzy Katedralnej, służące jako przestrzeń wystaw czasowych, oraz – okazjonalnie – kładka przewieszona nad Cybiną.

## Działalność
W Bramie Poznania ICHOT prowadzona jest działalność z zakresu interpretacji dziedzictwa i animacji kulturowej, przy wykorzystaniu środków właściwych dla samorządowej instytucji kultury.

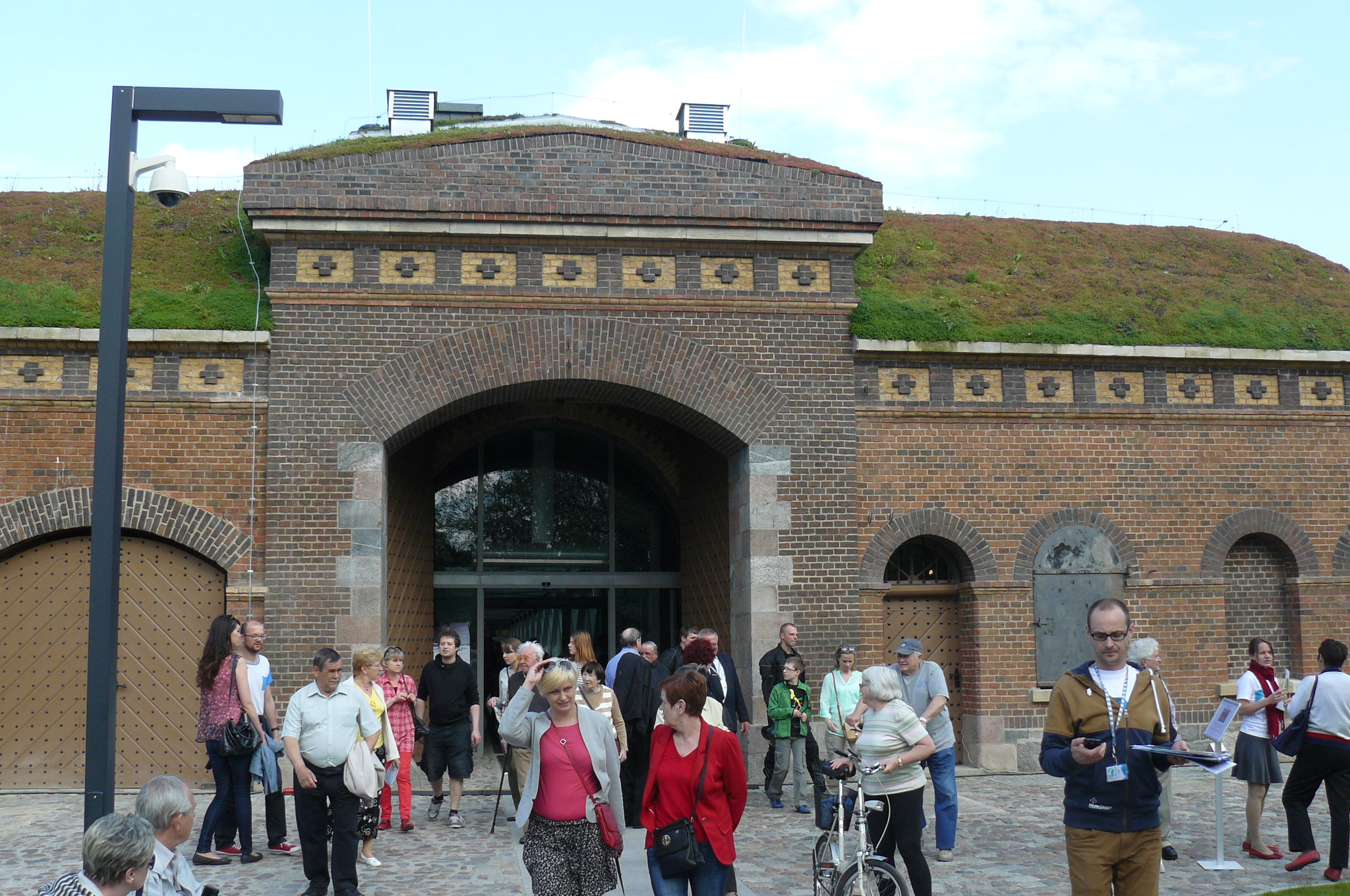
Brama Poznania ICHOT – Śluza Katedralna

Operator placówki – Poznańskie Centrum Dziedzictwa (do 2020 roku Centrum Turystyki Kulturowej TRAKT) organizuje m.in. działania edukacyjne skierowane m.in. do przedszkoli i szkół, seniorów, osób z niepełnosprawnościami i innych grup zagrożonych wykluczeniem, a także działalność szkoleniową, skierowaną do nauczycieli, muzealników, edukatorów i innych praktyków interpretacji dziedzictwa. W centrum prowadzone są również działalność wydawnicza, oraz działania z zakresu archiwistyki społecznej.
W Bramie Poznania ICHOT podejmowane są działania wystawiennicze, polegające przede wszystkim na organizacji wystaw czasowych, dotyczących zwykle przeszłości miasta i oddziaływania dziedzictwa na współczesność. Organizowane są również wystawy o charakterze artystycznym, prezentujące dorobek zwykle poznańskich lub związanych z Poznaniem artystów.
Na zaaranżowanym na cele amfiteatralne nabrzeżu Cybiny przy głównym budynku Bramy Poznania prowadzone są sezonowo działania o charakterze eventowym, wiążące się z dziedzictwem przyrodniczym doliny Cybiny, Ostrowa Tumskiego i szerzej – miasta Poznania, m.in. w ramach cyklu Rzeka Żywa.
Poznańskie Centrum Dziedzictwa działa w obszarze turystyki kulturowej, organizując wydarzenia przybliżające lokalne dziedzictwo. Brama Poznania ICHOT jest punktem startowym i recepcyjnym Traktu Królewsko-Cesarskiego w Poznaniu.

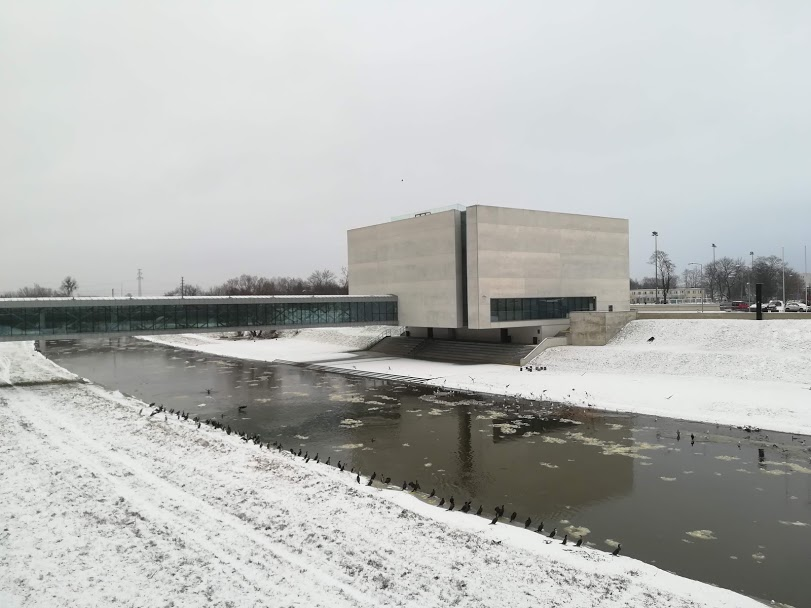
Brama Poznania zimą

Ponadto Brama Poznania ICHOT, jako siedziba Poznańskiego Centrum Dziedzictwa, stanowi zaplecze organizacyjne do prowadzenia działalności Centrum związanej z innymi markami produktowymi, takimi jak: Trakt Królewsko-Cesarski, Fest Fyrtel, oraz projektami typu Archiwum Społeczne Śródki, czy Poznański Szlak Legend dla Dzieci.

## Nagrody i wyróżnienia
- Nagroda w ogólnopolskim konkursie Polskiej Organizacji Turystycznej na Najlepszy Produkt Turystyczny w kategorii obiekt turystyczny 2014 (październik 2014);
- Tytuł jednego z 7 nowych Turystycznych Cudów Polski (na 5. miejscu) w konkursie National Geographic (październik 2014);
- Nagroda im. Jana Baptysty Quadro za 2013 rok (październik 2014);
- Nominacja do najważniejszej europejskiej nagrody architektonicznej Mies van der Rohe Avard, przyznawaną przez Unię Europejską (październik 2014);
- Pierwsza nagroda w kategorii Nowy Skarb Polski — nowa atrakcja turystyczna. Konkurs organizowany pod patronatem Poznańskiej Organizacji Turystycznej (listopad 2014);
- Tytuł instytucji Przyjaznej Głuchym (grudzień 2014);

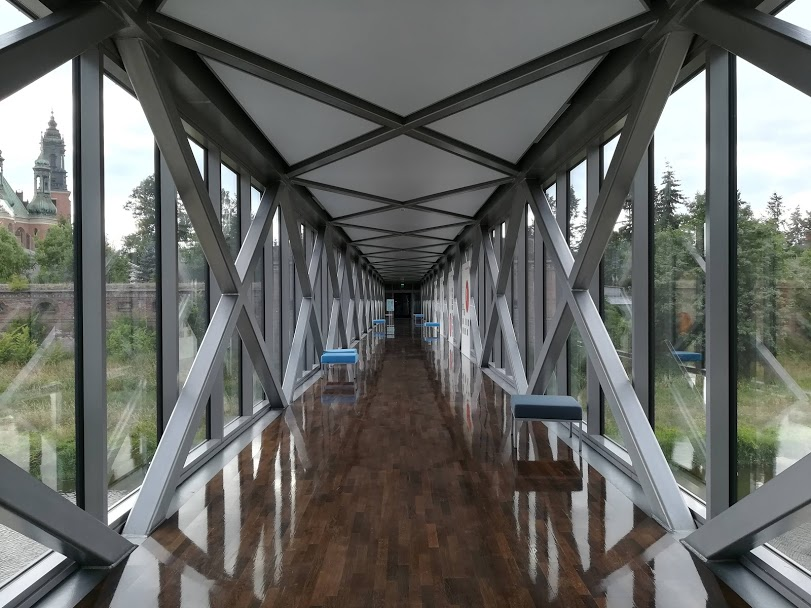
Brama Poznania – wnętrze kładki

- Brama Poznania – wnętrze kładkiTytuł Miejsca Przyjaznego Seniorom (marzec 2015);
- Wyróżnienie w międzynarodowym konkursie na najlepszy publiczny projekt budowlany organizowany przez niemiecką Fundację Lebendige Stadt (wrzesień 2015);
- Nagroda w VIII edycji ogólnopolskiego konkursu Polska Pięknieje – 7 Cudów Unijnych Funduszy w kategorii obiekt turystyczny 2015 (wrzesień 2015);
- Nagrody w konkursie Generalnego Konserwatora Zabytków na projekt edukacyjny o dziedzictwie kulturowym: w kategorii Aktywności plenerowe Brama otrzymała I miejsce za projekt Doświadczyć i docenić – cykl wycieczek po Ostrowie Tumskim w Poznaniu, natomiast w kategorii Wystawy i projekty multimedialne wyróżnienie za projekt Kino na wyspie. Warsztaty partycypacyjne dla niesłyszących (listopad 2015), również otrzymano I miejsce;
- Wyróżnienie przyznawane przez Narodowy Instytut Dziedzictwa za wydarzenia przygotowywane w ramach organizacji 23. edycji Europejskich Dni Dziedzictwa (listopad 2015);
- Wyróżnienie przez portal TripAdvisor Certyfikatem Jakości 2016, 2017 i 2018;
- Tytuł Dostępna Miejska Instytucja Kultury 2016 przyznany przez Prezydenta Miasta Poznania i Fundacje Inicjatyw Społecznych MILI LUDZIE (grudzień 2016);
- Wyróżnienie przyznane przez Zastępcę Prezydenta Miasta Poznania i Prezesa Fundacji „Głos dla Życia” za udział w Programie „Poznań PRO Rodzina – Karta Rodziny Dużej” (grudzień 2016)[39];
- Złota Ryczka w konkursie „Poznań dostępny – 2019” w kategorii INNOWACJE za system informacji o dostępności Bramy Poznania[40].